# Кузовой, Константин Степанович
Константин Степанович Кузовой (17 сентября 1946 — 25 марта 1999) — российский предприниматель, один из основателей компании «Вымпелком».

## Биография
В 1970 году окончил Московский авиационный институт.
В начале 1990-х годов Кузовой вместе с Дмитрием Зиминым был одним из основателей компании «Вымпелком», которой принадлежит сотовая сеть «Билайн».
В 1998 году покинул компанию, оставшись её акционером. Издание «Сегодня» писало, что это произошло после конфликта с Зиминым. «Новая газета» писала, что перед уходом Кузовой требовал отдать ему акции или выплатить деньги, а также обещал «воспользоваться имеющимися у него рычагами давления» на «Вымпелком». Накануне убийства, говорилось в «Новой газете», между Зиминым и Кузовым произошла «острая перебранка на повышенных тонах».
Возглавлял ОАО «Персональные коммуникации», проработав там два месяца, позднее ушел из компании оставшись при этом акционером. Депутат Госдумы Сергей Петренко 3 марта 1999 года обращался в Генпрокуратуру с депутатским запросом, с просьбой разобраться в конфликте между акционерами компании "МТУ-Информ", владеющей "Персональными коммуникациями". В запросе депутата говорилось, что «...руководители АФК «Система» Владимир Евтушенков, Евгений Новицкий и гендиректор МГТС Владимир Лагутин, заинтересованные в получении контрольного пакета акций «МТУ-Информ», используют методы шантажа и угрозы физической расправы, в случае если акционеры «МТУ-Информ» не согласятся передать компанию под их контроль».
25 марта 1999 года убит тремя выстрелами в своём подъезде.